# 심형래
심형래(1958년 2월 21일~)는 대한민국의 희극인이자 영화감독 · 영화배우로, 예명은 사용하지 않았다(본관은 청송).
대표작으로는 코미디 연극 《영구야 영구야》, 《변방의 북소리》, 《동물의 왕국》, 영화 《영구와 땡칠이》, 《디워》 《용가리》, 《티라노의 발톱》 등이 있다.
서울 출신으로 1976년 연극배우로 데뷔하였으며 1981년 뮤지컬배우로 데뷔하였고 1년 후 1982년 KBS 한국방송공사 제1회 개그콘테스트 동상을 수상하면서 개그맨으로 정식 데뷔하였다.
드라마 여로의 패러디인 '영구야 영구야'로 명성을 날렸으며 하루 제작비 2억 원씩을 쓴 2007년 영화 디워는 미국 할리우드에도 진출하였으나 논란의 여지가 많았다.
과거에 영구아트무비의 CEO 겸 대표이사였다. 영구아트무비는 60억 가량의 빚을 지고 폐업하였으며 직원들에게 임금체불(8억 9천만 원) 등의 문제로 스캔들에 휘말리기도 했지만, 횡령 먹튀사이트 운영등 의혹과 관련해 무혐의판결을 받고 현재 《디워 2》를 제작 중이다.

## 생애
심형래는 서울에서 출생하였으며 그는 KBS 유머1번지에 출연하여 코미디계의 대통령으로 이름을 날렸다.

### 데뷔 이전
고등학교 졸업 직후 1977년에 대학의 정규 학위과정 대신 고려대학교의 비학위과정에 진학해 식품가공을 배우고 수료하였다. 비학위과정 재학기간동안 대학생에게만 자격이 주어지는 1회 대학가요제에 참여했다. 그리고 수료 후 군 복무를 하였다.

### 코미디언
1982년 KBS 제1회 개그콘테스트 동상을 수상하면서 희극배우로 첫발을 내딛었으며, 개그 활동 1년 경력이 쌓아질 무렵, 그는 개그 프로그램 '유머 극장'의 '하룡서당' 코너(훈장 임하룡)에서 바보 제자 캐릭터로 출연하여 "난 잘 모르겠는데요"라는 유행어를 히트시켰다.
유머 일번지의 《영구야 영구야》의 영구(당시 바보 연기를 아주 잘 하였음), 《변방의 북소리》의 심 군졸, 《내일은 챔피언》의 칙칙이, 《동궁마마는 아무도 못말려》의 동궁, 쇼 비디오 자키의 《벌레들의 합창》에서 파리, 《동물의 왕국》에서 펭귄을 연기하였다.
주로 바보 연기로 당시 최고의 명성을 얻었고, 드라마 《여로》의 패러디 격인 유머 일번지의 《영구야 영구야》의 바보 연기의 달인 영구로 더 유명하다.
KBS 코미디대상에서 1988년 대상, 1990년 남자연기상을 수상하였고, 1991년 제 18회 한국방송대상에서 쇼 비디오 자키 등을 통해 남자코미디언상(역대 2호이자 폐지 프로그램 1호)을 수상하였으며 그 이후 한동안 명맥이 끊겼지만 정선희가 SBS <해피타임> 등을통해 제 25회 여자 코미디언상 수상으로 프로그램 폐지(98년 4월 29일) 뒤 받은 한국방송대상 코미디언상 두 번째 수상자가 됐고 한국방송대상은 26회부터 남녀 코미디언상에서 통합 코미디언상으로 변경됐다. 1984년 ~ 1988년에 연예인 전체소득 1위를 차지하기도 하였다.
한편, 1991년 SBS 개국 당시 1년간의 전속계약을 하여 이적했으나 과거 KBS 코미디 프로보다 돋보이지 않아 초조함을 감추지 못하여 SBS 분위기에 적응하지 못한 데다 본인이 출연한 영화《영구와 황금박쥐》의 흥행 실패 등에 따른 충격 외에도 경기 강원 충북 일원을 제외한 나머지 지방의 SBS 시청이 불가능하다는 사실 탓인지 1992년 2월 KBS로 돌아왔다.
아울러, SBS는 앞서 본 것처럼 1991년 개국 당시 1년간의 전속계약을 하여 이적한 10여 명의 스타급 코미디언(심형래 이성미 김미화 최양락 이봉원(이상 KBS 출신), 서세원 정재환 박미선(이상 MBC 출신))에 속했던 심형래가 과거 KBS 코미디 프로보다 돋보이지 않아 초조함을 감추지 못하여 SBS 분위기에 적응하지 못해 1992년 2월 KBS로 복귀하여 전속계약을 파기한 데다 쓸만한 신인으로는 1991년 여름 뽑은 신동엽 표인봉 전창걸 등 특채라 믿을 만한 사람이 없어 1992년 4월 처음으로 공채 개그맨(김경식 정선희 윤정수 등)을 선발했으나 이들로는 역부족이라 판단하여 《청춘행진곡》폐지로 설 자리를 잃었던 MBC 출신의 김창준 이현주 김은태 이웅호를 영입하기도 했으며 KBS 출신 곽재문 서인석이 1992년 3월 SBS로 자리를 옮겼는데 이들 중 서인석은 1990년 6월 KBS 공채 6기로 데뷔한 뒤 한동안 주목을 받아왔지만 1991년 12월 초 선배 개그맨 故 김형곤과의 폭행 사건 이후 슬럼프를 겪었고 1992년 3월 SBS로 이적했으나 대우-배역 비중 문제 때문에 제작진과 잦은 마찰을 빚어온 것 외에도 신동엽 (특채) 김경식 (공채 1기) 등 SBS에서 키운 신인 개그맨들에게 밀려 예전의 인기를 회복하지 못하자 1993년 5월 KBS로 돌아왔으며 김형곤은 후배 서인석 폭행 사건 도박사건 뿐 아니라 건강 문제 때문에 1991년 12월 30일 방영된 KBS 2TV 한바탕 웃음으로 《봉숭아 학당》을 끝으로 코미디 프로그램 활동을 잠정 중단했고 1992년 2월 16일 KBS 2TV 유머 1번지를 통해 코미디 프로그램 활동을 재개했다. 당시 연간 소득이 120억원에 달하기도 했다.

### 영화출연 및 감독
1984년 《각설이 품바 타령》으로 영화계에 데뷔하여 《외계에서 온 우뢰매》 연작과 《영구와 땡칠이》 등 어린이를 대상으로 한 영화에서 큰 성공을 거둔다.
1993년 영구아트무비를 설립하여 어린이 대상 특수촬영 영화에 공을 들여 1989년 《영구와땡칠이》를 시작으로 1992년 《영구와 흡혈귀 드라큐라》, 1993년 《영구와 공룡 쮸쮸》, 1994년 《티라노의 발톱》, 《핑크빛 깡통》을 촬영하였으며 《티라노의 발톱》은 대표적인 한국 공룡 소재 영화로 알려지기도 했다. 그 뒤 1995년 《파워킹》, 1996년 《드래곤 투카》, 1999년 《용가리》, 2001년 《2001 용가리》(용가리 2), 2007년 《디워 (D-War)》등의 작품을 감독 촬영 제작했다. 특히 1999년 김대중 정권 시절에 '신지식인1호'로 선정되기도 하였다. 2007년 《디워(D-War)》 라는 영화를 제작하였으며, 한국의 디지털 특수효과 기술 발전에 큰 공헌을 하고 있다고 평가 받고 있다. 하지만 용가리와 디워의 마케팅 과정에서 제작비나 프리오더 실적을 부풀렸다는 비판을 받고 있으며, 다른 영화 감독이나 영화들을 폄하하는 인터뷰 발언들도 비판받고 있다. 영화 디 워는 2007년~2008년 흥행하였으며 2008년 4월 당시 대한민국 국내에서만 1억 원 이상의 수익을 올렸고, 국외에서는 당시 미국에서는 미국 2000여 개 극장에서 개봉, 1100만 달러, 2차 판권 수입 4000만 달러 등의 흥행을 올리기도 했다.
이 당시 갓 데뷔한 유재석을 데려다가 자신의 영화에 계속 출연시켰다.

### 캐럴 앨범
1984년에 발매한 〈심형래 코믹캐럴〉이라는 크리스마스 캐럴 앨범은 약 30만장이 팔려, 가수를 포함한 한국 연예인 캐럴 앨범 역사상 최고의 판매량을 기록하였다.

### 버라이어티쇼 《심형래쇼》 주연 캐스팅
2018년에 3월 2일 《심형래 유랑극단》 공연의 주연으로 캐스팅돼 좋은 반응을 얻고 2018년 5월 19일 《심형래쇼》로 명칭이 변경되었다.

### 마당놀이 《뺑파게이트》 주연 캐스팅
2018년에 심형래가 마당극 《뺑파게이트》에 주연으로 캐스팅됐다. 심형래가 데뷔 40년만에 처음으로 도전하는 2018 新국민 마당놀이 《뺑파게이트》는 100여 명이 넘는 출연진과 초호화 와이드 무대, 상상 그 이상의 방식으로 전개되는 빛과 소리의 앙상블, 폭소만발 코미디와 함께 전혀 새로운 형태의 마당놀이로 펼쳐진다.

## 무혐의

### 특정경제범죄가중처벌등에관한법률위반(사기) 무혐의
심 감독은 2009년 2월 28일 특정경제범죄가중처벌등에 관한 법률위반(사기) 혐의로 피소당한 바 있으며 이에 대해서 2009년 5월 8일 서울남부지방검찰청은 무혐의 결정을 내렸다.

### 특정경제범죄가중처벌등에관한법률위반(횡령) 및 업무상횡령 무혐의
2013년 11월 25일 서울남부지검의 판결에 따르면 심형래의 특정경제범죄가중처벌등에관한법률위반(횡령)과 업무상 횡령혐의는 증거불충분으로 혐의 없음 처분을 받았다.

## 호평

### MBC '황금어장 라디오 스타' 출연, 시청률 22.6% 최고 시청률
2011년 1월 6일, MBC《황금어장》의 《라디오 스타》코너에 출연했다. 《황금어장》은 시청률 22.6%(이하 AGB닐슨미디어리서치 기준)를 기록하며 자체 최고 시청률을 기록했다. 《황금어장》말고도 지난달 케이블 채널 tvN의 토크쇼 《택시》 심 감독 편은 케이블 TV에서는 이례적으로 높은 평균시청률인 2.3%를 기록, 동시간대 1위에 올랐다.

### KBS '심형래쇼', 심야시간대에도 시청률 10.7%
2011년 2월 5일, 개그계의 살아있는 전설 코미디언 심형래가 야심차게 도전장을 내민 ‘심형래쇼’는 슬랩스틱 코미디와 토크쇼의 접목으로 호평을 받으며 개그쇼로서 가능성을 확인시켰다. ('심형래쇼-영구야 영구야' 동영상 보기)

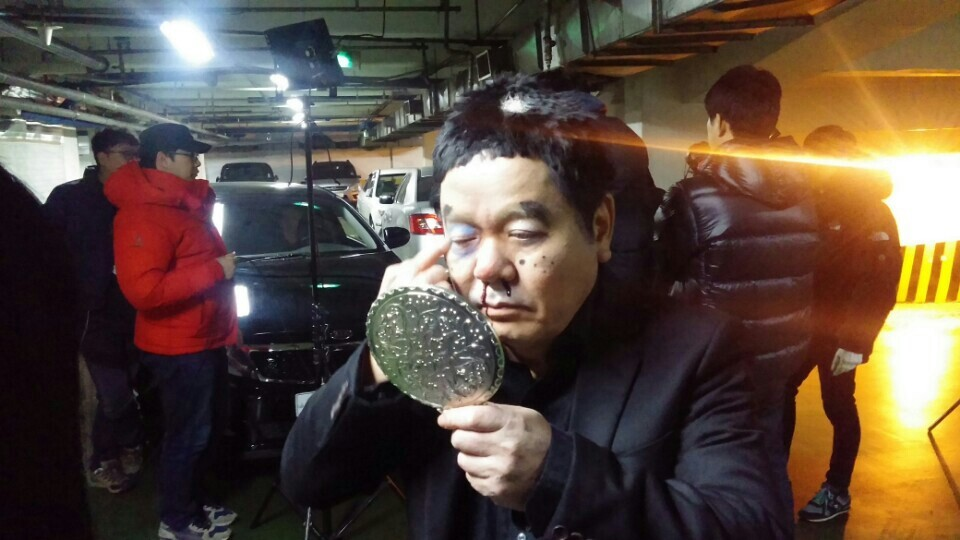
심형래가 원빈 주연의 영화 '아저씨'를 패러디하여 화제가 되었다.

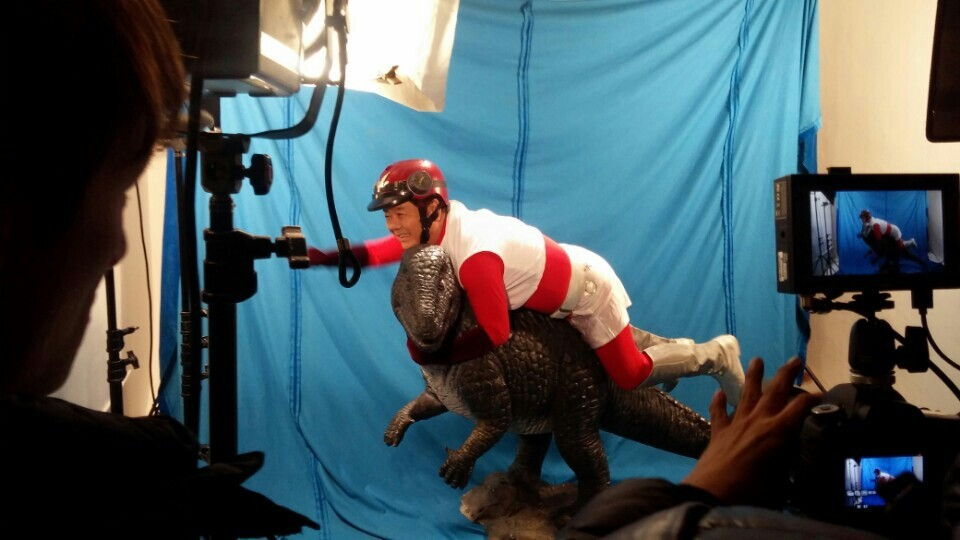
심형래가 영화 '우뢰매' 에스퍼맨과 영화 '용가리'를 패러디하여 화제가 되었다.

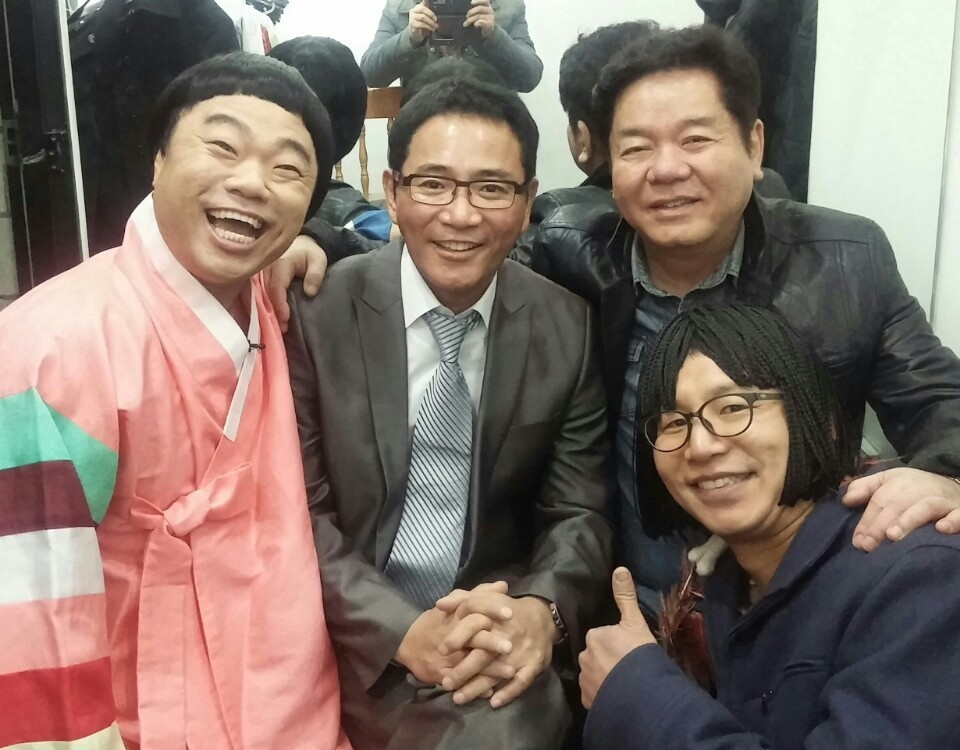
MBC '나는 가수다'를 패러디한 '나는 개그맨이다'에 출연한 정종철(왼쪽), 이봉원(가운데), 심형래(오른쪽 상단), 심현섭(오른쪽 하단)

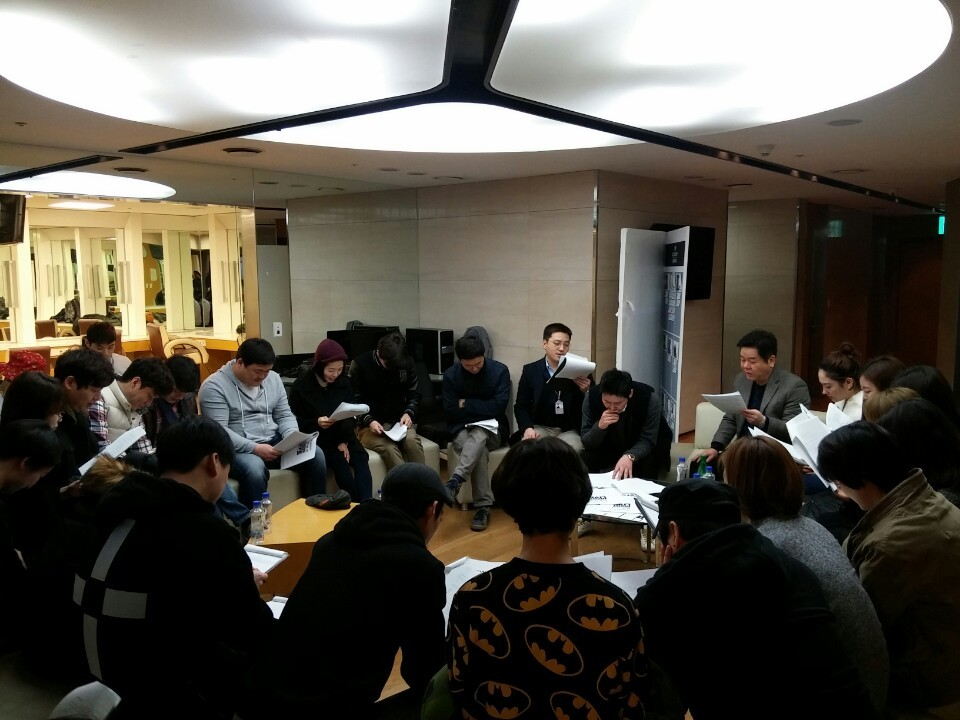
심형래, 신동엽 등이 ‘SNL 코리아’ 아이디어 회의를 하고 있다.

### tvN 'SNL 코리아6' 최고 시청률, 원빈 주연의 영화 '아저씨' 패러디
2015년 2월 21일 방송된 tvN 'SNL코리아' 시즌6는 케이블, 위성, IPTV 통합 기준 가구 평균 2.1%, 최고 2.6%의 시청률을 기록했다. 이번 시즌 자체 최고시청률로 메인 호스트로 출연한 개그맨 심형래의 몸을 사리지 않는 개그가 제대로 통한 셈이다. '레전드'라고 부르기에 부족함이 없었다. 심형래는 추억의 영구분장을 한 채 철저하게 망가지고, 자신의 아픈 구석까지 웃음으로 승화시키며 즐거움을 주는데 집중했다. '아티스트 심형래' 코너에서 영화 '아저씨'의 원빈을 패러디한 장면이 특히나 인상적. 이날 방송에서 심형래는 영구분장을 한 채 '아저씨'의 원빈을 따라했다. 마지막 '방탄유리 신'에서는 특유의 슬랩스틱을 선보이며 명불허전임을 입증해보이기도 했다. ('아티스트 심형래' 동영상 보기, '불후의 영구' 동영상 보기, '나는 개그맨이다' 동영상 보기)

## 논란

### 강연 논란
성희롱으로 받아들여질 수 있는 말이 이어지자 보다 못한 사회자가 웃으며 "오늘 강연 주제인 '도전과 실패 그리고 성공', 칠전팔기 얘기를 해야 한다"며 심씨를 제지했다. 하지만 심형래는 이래야 강연에 집중이 잘 된다며 받아넘겼다. 또한 강연 막바지에는 고 김형곤씨를 언급하며 명예훼손성 농담을 했다. 또한 술에 취한 말더듬이와 언챙이 흉내를 냈다.

### 학력위조 논란
심형래 감독은 ‘디 워’ 개봉 전 ‘고려대를 졸업하지 않았다’는 논란에 휘말렸다. 심형래 감독은 지난 1977년 고려대 식량개발대학원에 개설된 농업기술연수 과정을 수료한 데 이어 1992년에는 고려대 자연자원대학원 고위자연자원 정책과정을 수료했다.

### 사기 협박 무혐의
심형래는 투자자로부터 사기, 협박 혐의로 고소당했다. 그러나 서울중앙지검 형사 3부는 "영화감독 겸 개그맨인 심형래씨에게 돈을 빌려줬다가 떼이고 협박까지 당했다"며 심씨를 경찰에 허위 고소한 혐의 등으로 J사 대표 박모(39)씨를 기소중지하고 구속영장을 발부받아 신병확보에 나섰다.

### 디워 논란
한국 국내에서의 첫 개봉, 상영 이후 작품성에 대한 논란을 불러일으키기도 하였다. 영화의 예매율이 의외로 순위권 안에 들자 논란은 한국 영화계의 관행과 ‘애국주의 마케팅’의 문제를 부각시켰다. 한편 이것을 비판하는 것에 대해 충무로의 파벌주의, 학벌의식이라는 역비판이 나왔다.
한국의 영화감독인 이송희일은 디워를 둘러싼 사회현상에 대한 비판적인 글을 자신의 블로그에 올려 논란이 되었다. 수만의 네티즌의 악플과 동시접속으로 인해 블로그가 폐쇄되었다.
2007년 8월 7일 오전에 방송된 MBC ‘생방송 오늘아침’의 패널로 출연한 경향신문 선임기자 유인경은 '디워 흥행, 심형래의 힘?'이란 코너와 관련해 '심형래 감독을 코미디에서 다시 봤으면 좋겠다'는 발언과 '심감독은 영화하지말고 코미디를 하라'는 발언을 하였다. 이 발언이 파문이 되어 유인경은 누리꾼들의 비판을 받게 되었다.
8월 9일, MBC의 토론 프로그램 100분 토론에서 영화 《디워》와 관련한 비평 토론이 있었고, 학자 진중권, 평론가 하재근, 영화인 김조광수 등이 패널로 참여하였다. 이때 패널 중 한 명인 평론가 진중권의 발언이 논란을 일으켰다. 그는 토론에서 이때 디 워의 작품성을 놓고 '기본 플롯과 스토리에 문제가 많고, 애국주의-시장주의-CG-인생극장 등의 코드만 있지, 영화에 대한 철학이나 내용은 없었다', '마치 황우석 사태를 떠올리게 한다. 그에 대해 말하는 것은 모험이다', '비평할 가치가 없는 영화인데 댓글 때문에 꼭지가 돈다, 엉망진창이다, 개판이다' 며 《디워》를 혹평하며, 영화에 대한 냉정한 논의가 이루어져야 한다고 주장했다.
그러나 발언 도중 자극적인 표현이 문제가 되었고, 본 프로그램 홈페이지 게시판에는 토론에 관해 만여개의 글이 올라왔다. 다음 날, 그의 발언이 각종 포털 사이트에 게재된 뉴스 기사로 전달되었고 누리꾼 사이에서 논란을 불러일으켰다. 그 뒤 진중권의 블로그는 항의성 글로 마비되기도 했다. 이에 100분 토론에서 진중권의 반대측 패널에 섰던 평론가 하재근은 자신의 블로그에서 그의 말이 맞다며 누리군들에게 인신공격을 자제해 달라고 요청했다. 한편, 진중권 역시 토론 이후의 반응에 대해, 오마이뉴스 투고를 통해 자신의 생각을 밝혔다.
영화감독 이송희일은 ‘디 워’는 영화가 아니라 70년대 청계천에서 조립에 성공한 미국 토스터기 모방품에 가깝다”며 비판을 가했고, 애국심 마케팅도 비판하였다. 영화인 김조광수 청년필름 대표는 이에 동조하며 “그의 동정심을 유발하기 위한 과장에 정말 짜증난다. 300억 예산의 감독이 충무로에서 천대 받는다면 나와 이송희일처럼 1억 예산의 영화를 만드는 사람들은 충무로의 왕따란 말인가”며 디워를 비판하였다. 그러나 김조광수의 자극적인 발언이 네티즌들을 자극하기도 했다.
8월 14일 진중권은 디워를 비판하다가 공격당한 김조광수를 변론하며 '애국주의가 아니라 애국주의를 부추기는 것을 공격하는 것'이라는 김조광수 청년필름 대표 등의 주장에 대해 대중들에게 아무리 논리적으로 이야기하려 해도 이미 감정적인 사안이 돼버렸다'고 토론 후기 겸 비판을 하였다.
한국의 영화 비평가인 김봉석은 "그들은 그게 좋은 영화여서가 아니라 한국 것이기 때문에 미국에서 성공하길 바란다"라며 "미완성에 서투른" 영화라고 평했다..
한편 국내의 각종 대중 매체에 홍보차 출연했을 때 해외에서는 판타지 액션 장르로 구분되는 이 영화를 고의적으로 SF영화라고 지칭함으로써 할리우드산 SF 블록버스터와의 무의식적인 동일화를 꾀하고, SF와 판타지, SF와 특수효과(SFX)를 뚜렷하게 구분하지 못하는 경향이 있는 한국 관객들의 혼란을 가중시킨 심형래의 행동도 비판의 대상이 되었다.

### 강원랜드 카지노 도박 의혹
영구아트무비의 재무관련 직원에 의하면 심형래는 주말만 되면 강원도 정선으로 놀러갔으며 심형래가 기분이 좋지 않을 경우 주중에도 강원도로 갔다고 한다. 심형래는 거기서 부하 직원에게 5천, 3천 등의 액수를 급하게 계좌이체 해달라고 전화를 했으며 이에 따라 최소 1천만원에서 최고 1억원까지 심형래의 계좌로 입금시켰다고 한다. 또한 강원도 번호판을 달고 있는 리무진 택시가 시시때때로 영구아트무비 본사 건물까지 오기도 했다. 그러나 심형래는 “마치 내가 직원들의 돈을 횡령하고 회사 자금으로 도박을 한 것처럼 알려졌는데, 업무상 횡령 혐의에 대해 전부 무혐의 처분이 내려졌다”고 밝혔다. 실제 2013년11월25일 서울남부지검의 판결에 따르면 심형래의 특정경제범죄가중처벌등에관한법률위반(횡령)과 업무상 횡령혐의는 증거불충분으로 혐의 없음 처분을 받았다.

### 영구아트무비 도산
2011년 7월 고등법원으로부터 디워 제작비 명목으로 일으킨 PF대출 원리금을 갚으라는 판결을 받게 되었으며 영구아트무비가 자금난에 의해 도산 위기에 처하기도 하였다는 뉴스가 보도 되기도 하였다. 또한 자가(自家)는 물론 회사까지 가압류 상태에 들어가고 이 중 영구아트무비 본사 건물은 2011년 10월 말 건축사업가 이모씨에게 40억원으로 낙찰되었다. 영구아트무비의 본사건물을 매각한 금액은 영구아트무비 직원들의 밀린 급여와 심형래가 은행에 빌린 채무를 변제되는 용도로 사용된다.

## 영구아트 폐업 이후 근황
빚이 정리가 완전히 안 된 상태이지만, 11월 중국에 디워2 투자금을 받기 위해 출국했다. 2013년 1월 16일, 징역 10월 집행유예 2년을 선고받았다. 2013년 10월 11일에는 1500만원 벌금형을 받았다.

### 사회활동
- 1999년 용인대학교 멀티미디어학과 겸임 교수로 임용되었다.
- 2000년 제1기 환경부 환경홍보사절에 위촉되었다.
- 2005년 제2기 환경부 환경홍보사절에 위촉되었다.
- 2007년 11월에는 한국CEO 그랑프리 홍보대사로 위촉되었다.
- 2008년 10월 교육과학기술부, 문화체육관광부 문화예술인 명예교수로 선임되었다.

## 소속
- 영구아트무비 CEO 사장

## 학력
- 서울영등포초등학교 졸업
- 영도중학교 졸업
- 여의도고등학교 졸업

### 비학위 수료
- 1977년 고려대학교 식량개발대학원 농업기술연수과정 식품가공과 수료[50]
- 1992년 고려대학교 자연자원대학원 고위자연자원정책과정 수료[50]

## 방송
- 1982년 KBS2 《젊은이의 토요일》
- 1983년 KBS2 《유머1번지》
  - 영구야 영구야
  - 변방의 북소리
  - 충무로 차차차
  - 동궁마마는 아무도 못말려
  - 내일은 챔피언
  - 감초의 전방
  - 이상해와 심형래의 폭소소동
  - 별당아씨
  - 심가이버
- 1987년 KBS2 《쇼 비디오 자키》
  - 동물의 왕국
  - 벌레들의 합창
  - 병사 심틀러
  - 벤허의 후보들
  - 철없는 가족
- 1987년 KBS2 《코미디 하이웨이》
- KBS2 《웃음은 행복을 싣고》
- KBS1 《가족오락관》
- KBS2 《TV는 사랑을 싣고》
- KBS2 《홈런 일요일》
- KBS2 《행운의 일요특급》
- KBS2 《쇼! 행운을 잡아라》
- KBS2 《쇼! 행운열차》
- SBS 《초마술 미스터마릭쇼》
- SBS 《연예인 스포츠 스포츠》
- SBS 《이주일의 코미디쇼》
- KBS2 《서세원쇼》
- KBS2 《김승우의 승승장구》
- KBS2 《심형래 쇼!》
- tvN 《SNL 코리아 시즌 6》
- MBC 《능력자들》
- MBN 《코미디 청백전 사이다》
- MBC 《미스터리 음악쇼 복면가왕》
- 지역민영방송 《테마스페셜》 출연
- TV조선 《부캐전성시대》 - 냉동 영구

## CF
- 1984년 ~ 1987년 팔도 (팔도라면 시리즈 <팔도 고향면, 팔도 비빔면, 팔도 가락면, 팔도 모두모두, 팔도 간짜장, 팔도 Q 라면, 팔도 노다지(한국민속촌에서 촬영), 팔도강산, 팔도 뚜껑면, 팔도 도시락, 팔도 해물탕면, 팔도 스낵 "하마코 · 참치깡 · 남태평양 참치스낵">
- 1985년 비락 비락스프
- 1987년 ~ 1991년 롯데웰푸드 (붐비나, 샤르망, 블랙죠, 월드콘, 쌕쌕바, 꼬깔바, 꼬깔콘, 롯데껌, 노타임껌, 노스트레스껌, 죠스바, 쏘나타 초코바, 밀어먹는 양갱 · 양갱바, 조우카 크래커, 빼빼로)
- 명문제약 키미테
- 롯데웰푸드 (팔도만두, 크림고로케)
- 위니아전자 대우붐붐비디오
- 종근당 젤콤
- 종근당 자황 (이태리(이민호)와 함께 출연)
- 하림 용가리치킨
- 컴앤씨 매직아트, 매직믹스, 매직스케치, 매직월드
- 공보실 신 지식인
- LS네트웍스 아티스
- 해마로푸드서비스 맘스터치
- TA탑스무역 용가리 용나리
- 손오공 용가리 용가란
- 아리수인트라넷 웹114
- 용가리종합물류 1599-0900 용가리퀵

## 상훈
- 1982년 제1회 KBS 개그콘테스트 동상
- 1988년 제2회 KBS 코미디대상 대상
- 1989년 제3회 KBS 코미디대상 작품상 《코미디 하이웨이 도시로 간 참새》
- 1990년 제4회 KBS 코미디대상 연기상(최우수상)
- 1991년 제18회 한국방송대상 남자코미디언상[51]
- 1995년 제1회 KBS 코미디대축제 NG대왕상
- 1999년 제17회 소파상 어린이예술부문 수상
- 1999년 지식정보강국의 21C 뉴리더 신지식인 제1호 선정[52]
- 2007년 제14회 대한민국 연예예술상 특별상
- 2007년 제3회 한국CEO 그랑프리 문화CEO상
- 2007년 제8회 대한민국 국회대상 특별상
- 2007년 제15회 한국최고인기연예대상 영화부문 감독상
- 2007년 제28회 청룡영화상 최다관객상
- 2007년 제6회 대한민국영화대상 시각효과상
- 2007년 잡지인이 선정한 올해의 인물상
- 2008년 제45회 대종상영화제 영상기술상
- 2008년 벤처 코리아 벤처기업대상 벤처기업부문 산업포장

## 감독
- 2028년 《D-War2》섀도우 드래곤
- 무기한제작 중단 《콘돌》
- 무기한제작 중단 《유령도둑》
- 무기한제작 중단 《추억의 붕어빵》
- 2010년 《라스트 갓파더》(The Last Godfather / The Dumb Mafia)
- 2007년 《D-War》
- 2001년 《용가리 2001》
- 1999년 《용가리》
- 1996년 《드래곤 투카》
- 1995년 《파워킹》
- 1994년 《영구와 우주괴물 불괴리》
- 1994년 《핑크빛 깡통》
- 1994년 《티라노의 발톱》
- 1993년 《영구와 공룡 쮸쮸》
- 1992년 《영구와 흡혈귀 드라큘라》

### 출연작
- 2010년 《라스트 갓파더》(The Last Godfather / The Dumb Mafia) - 영구 역
- 1996년 《드래곤 투카》 - 거지 남 역
- 1995년 《파워킹》 - 영구 역
- 1994년 《핑크빛 깡통》 - 형래 역
- 1994년 《할매캅》 - 또순 할매 역
- 1994년 《심비홍》 - 영구 역
- 1994년 《영구와 우주괴물 불괴리》 - 영구 역
- 1994년 《티라노의 발톱》 - 원시인 역
- 1993년 《무적의 파이터 우뢰매 》 - 에스퍼맨 역
- 1993년 《영구와 공룡 쮸쮸》 - 영구 역
- 1993년 《에스퍼맨과 우뢰매 8》 - 에스퍼맨 역
- 1992년 《똘만이 형래와 헐크》
- 1992년 《영구 홀로 집에 2》 - 영구 역
- 1992년 《쌍둥이 영구와 대부》
- 1992년 《별당 형래와 여의주작전》 - 형래 도령 역
- 1992년 《미녀와 영구》
- 1992년 《돌아온 우뢰매 7》 - 에스퍼맨 역
- 1992년 《영구와 애니 (심형래와 함께하는 ABC)》 - 영구 역
- 1992년 《영구 홀로 집에》 - 영구 역
- 1992년 《영구와 부시맨》 - 영구 역
- 1992년 《영구 헐크와 꼬마 대부》 - 조지 똘마니 역
- 1992년 《머저리와 도둑놈》 - 형구 역
- 1992년 《골목대장 형래와 검은망토》 - 형래 역
- 1992년 《영구와 흡혈귀 드라큐라》 - 영구 역
- 1991년 《007폭소 대작전》
- 1991년 《돈키호테 형래와 산쵸 특공대》 - 형래 역
- 1992년 《영구와 황금박쥐》 - 영구 역
- 1991년 《칙칙이의 내일은 챔피언》 - 형래 역
- 1991년 《아이큐 제로 특급 작전》
- 1991년 《영구와 땡칠이 5 - 영구와 황금박쥐》 - 영구 역
- 1991년 《영구와 땡칠이 4 - 홍콩 할매귀신》 - 영구 역
- 1991년 《가보면 알꺼야》 - 영구 역
- 1990년 《포졸 형래와 벌레 3총사》 - 백두건 역
- 1990년 《영구와 땡칠이 3 - 영구 람보》 - 영구 역
- 1990년 《쫄병 군단》
- 1990년 《흑기사 형래와 광대들》 - 형래 역
- 1990년 《소쩍궁 탐정》
- 1990년 《각시탈 형래와 깨비깨비 도깨비》 - 형래 역
- 1990년 《별난 두 영웅》 - 영구 역
- 1990년 《드래곤 볼》 - 무천도사 역
- 1990년 《심형래와 괴도루팡》
- 1990년 《사부님 사부님》
- 1990년 《황금탈 형래와 땡초도사》 - 형래 역
- 1989년 《영구와 땡칠이2-소림사가다》 - 영구 역
- 1989년 《영구와 땡칠이》 - 영구 역
- 1988년 《스파크맨》 - 형래 역
- 1988년 《슈퍼 홍길동》 - 홍길동 역
- 1988년 《뉴머신 우뢰매 5》 - 에스퍼맨 역
- 1987년 《서울은 여자를 좋아해》 - 덕배 역
- 1987년 《따귀 일곱대》
- 1987년 《우뢰매 4탄 썬더V 출동》 - 에스퍼맨 역
- 1987년 《외계에서 온 우뢰매 전격 쓰리 작전》 - 에스퍼맨 역
- 1986년 《외계에서 온 우뢰매 2》 - 에스퍼맨 역
- 1986년 《여로》 - 영구 역
- 1986년 《외계에서 온 우뢰매》 - 에스퍼맨 역
- 1985년 《작년에 왔던 각설이》
- 1985년 《탐정 큐》 - 심형통 역
- 1985년 《철부지》
- 1984년 《각설이 품바 타령》

## 음반
- 1984년 〈심형래 코믹캐럴〉[53]
- 2007년 〈심형래 코믹캐럴〉
- 2010년 〈라스트 갓파더 - 영구캐럴〉
- 2021년 〈영등포의 여인 (First Love, 初恋, 初戀)〉(싱글)

## 저서
- 심형래의 진짜 신나는 도전 - 영구에서 용가리까지 (21세기북스(북이십일), 1999)

## 관련 서적
- 심형래의 내일은 챔피언(상)
- 심형래의 내일은 챔피언(하)

## 가족 관계
```
세종의 국구 영의정 
심온
의 18대손, 선조와 광해군 때 좌의정과 우의정을 지낸 
심희수
의 12대손이다.
```

- 아버지 : 심승두 (1912년 5월 9일~1978년 2월 14일)
- 어머니 : 이용녀 (1918년 6월 27일~2014년 3월 10일)
- 형 : 심동래 (1942년생)
- 첫째 누나 : 심은래 (1945년생)
- 둘째 누나 : 심경래 (1948년생)
- 셋째 누나 : 심정래 (1951년생)
- 넷째 누나 : 심윤래 (1954년생)
- 여동생 : 심연래 (1960년생)
- 배우자 : 김주희 (1968년 10월 18일 ~ ) (이혼)
  - 딸 : 심은지 (1992년생)

## 같이 보기
- 로언 앳킨슨
- 심현섭
- 김형곤
- 임하룡
- 최양락
- 이봉원
- 김학래
- 엄용수
- 송영길
- 양종철
- 오재미
- 조춘
- 서원섭
- 유재석
- 이경애
- 이경래
- 이경규
- 김성규
- 서현선
- 이창훈
- 진중권
- 디에고 마라도나[a 1]